# Praxithea
Praxithea is een kevergeslacht uit de familie van de boktorren (Cerambycidae). De wetenschappelijke naam van het geslacht werd voor het eerst geldig gepubliceerd in 1864 door Thomson.

## Soorten
Praxithea omvat de volgende soorten:
- Praxithea angusta Lane, 1966
- Praxithea beckeri Martins & Monné, 1980
- Praxithea borgmeieri Lane, 1938
- Praxithea chavantina Lane, 1949
- Praxithea derourei (Chabrillac, 1857)
- Praxithea fabricii (Audinet-Serville, 1834)
- Praxithea guianensis Tavakilian & M. L. Monné, 2002
- Praxithea javetii (Chabrillac, 1857)
- Praxithea lanei Joly, 1995
- Praxithea melzeri Lane, 1956
- Praxithea morvanae Tavakilian & M. L. Monné, 2002
- Praxithea peruviana Lane, 1966
- Praxithea seabrai Tavakilian & M. L. Monné, 2002
- Praxithea thomsonii (Chabrillac, 1857)
- Praxithea thouvenoti Tavakilian & M. L. Monné, 2002
- Praxithea travassosi Lane, 1939